# Я не растила своего сына в солдаты

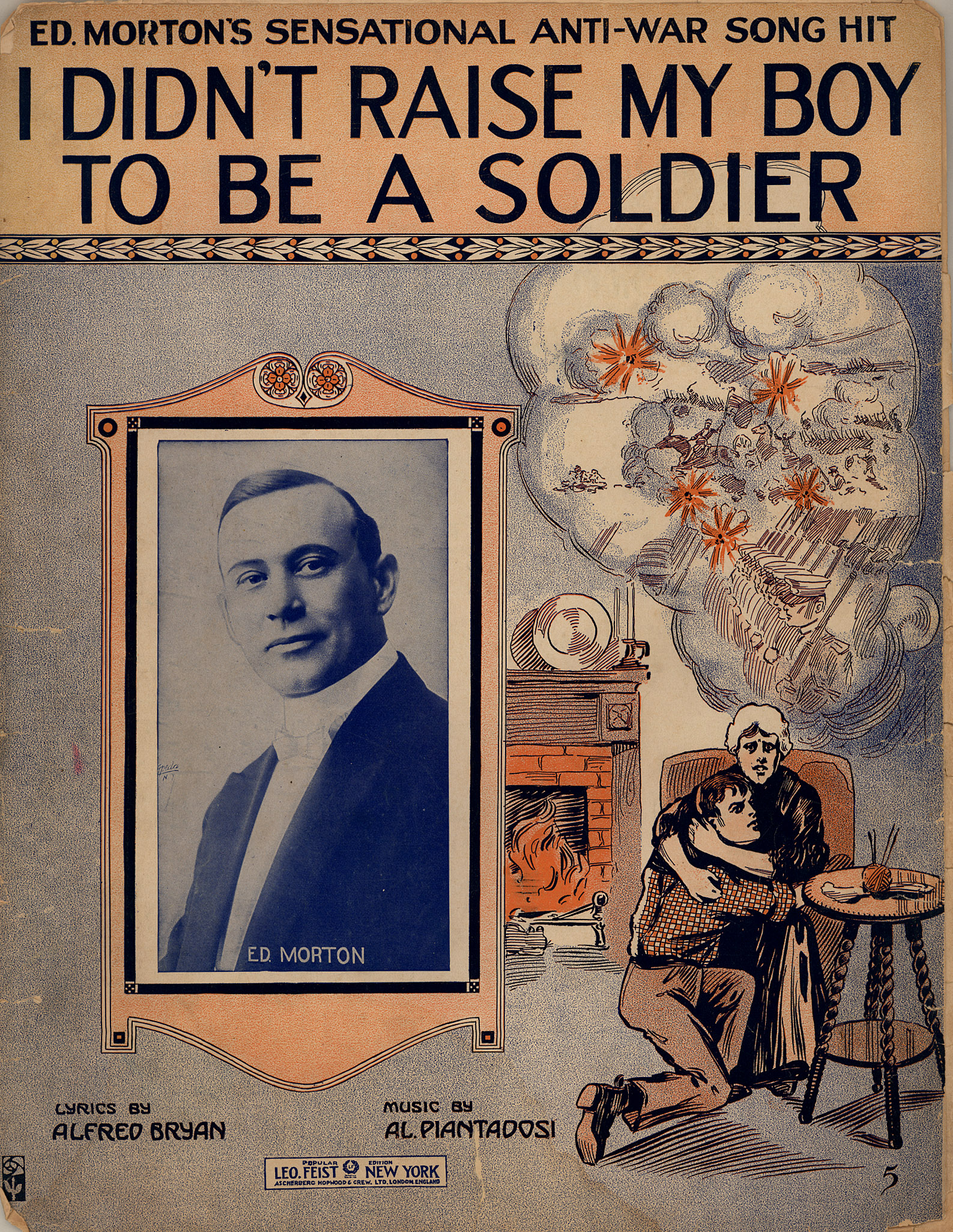
Альтернативная иллюстрация на обложке

Я не растила своего сына в солдаты (англ. I Didn't Raise My Boy to Be a Soldier) — американская антивоенная песня, оказавшая влияние на пацифистское движение, существовавшее в США до того, как они вступили в Первую мировую войну. Это одна из первых антивоенных песен. Автор текстов Альфред Брайан сотрудничал с композитором Аль Пиантадози в написании песни, которая вдохновила продолжение, некоторые подражания, а также ряд пренебрежительных пародий. Она был записана The Peerless Quartet в декабре 1914 года и стала хитом в 1915 году, было продано 650 000 копий. Её выражение народных пацифистских настроений «помогло сделать пацифистское движение жесткой, измеримой политической реальностью, с которой нужно считаться».

## Содержание
В песне звучит плач одинокой матери, чей сын погиб на войне:
Я не воспитала своего мальчика солдатом,

я воспитала его своей гордостью и радостью
Она комментирует иронию войны между сыновьями разных матерей, убивающими друг друга из мушкетов. Конфликт между народами должен решаться арбитражем, а не мечом и ружьем. Победы недостаточно, чтобы утешить мать в связи с потерей сына и разрушением её дома. Война закончилась бы, если бы все матери сказали, что не будут воспитывать своих сыновей солдатами. Таким образом, песня, по-видимому, объединяет суфражистское и пацифистское движения.
Мрачный характер лирики также отражал менталитет нейтралитета, который был распространен в Соединенных Штатах в начале 1915.

## Реакция
«Я не растила своего сына в солдаты» помог укрепить антивоенное движение в достаточной степени, чтобы сделать его политически значимым на национальной арене. Песня входила в топ-20 чартов с января по июль 1915 года и достигла первого места в марте и апреле. Успех песни и связанная с ней политическая сила привлекли сторонников к пацифистскому движению, основным приоритетом которого были другие вопросы. Нереконструированные южане апеллировали к народному отвращению к войне в Европе, чтобы утверждать, что Гражданская война не была оправдана, а суфражистки присоединились к движению за мир из-за его политического потенциала и рычагов воздействия в кампании за право женщин голосовать. Как и в случае с хитом конца 1930-х годов «God’s Country», он показывает, что американская популярная музыка «в целом отражает изоляционистские тенденции публики» и что провоенные авторы песен редко добивались успеха.
«Я не растила своего сына в солдаты» особенно хвалили антибританские группы в Соединенных Штатах — ирландские, немецкие и церковные служители многих конфессий. Песня стала известна в ряде стран, которые уже находились в состоянии войны, в частности, в Великобритании и Австралии.

## Другие версии
В 1968 году группа Eli Radish Band записала обновленную рок-версию песни Outlaw Country в знак протеста против войны во Вьетнаме. Их альбом Capitol Records носил такое же название. Хэмиш Имлах выпустил версию песни для своего альбома Sonny’s Dream 1987 года. Лирика была изменена для контекста, включая ссылку на Британскую империю.

## Политическая реакция
В свое время видные политики критиковали песню как за её пацифизм, так и за ранний феминизм. Теодор Рузвельт заметил, что "глупые люди, которые аплодируют песне под названием «Я не растила своего мальчика в солдаты», — это как раз те люди, которые также в своем сердце аплодировали бы песне под названием «Я не растил свою девочку, чтобы она была матерью'».

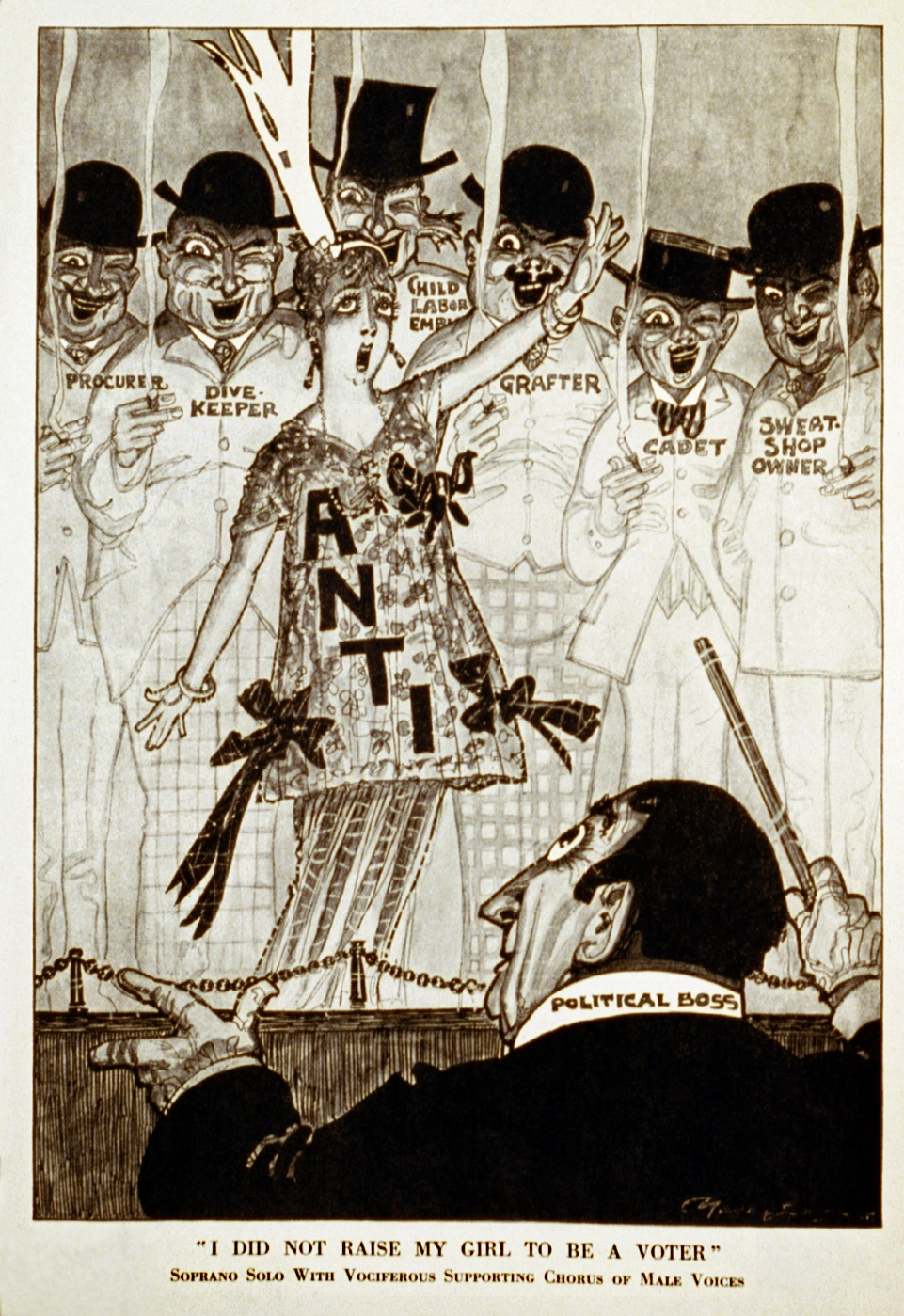
Карикатура «Я не растила свою девочку избирательницей» из Пака, октябрь 1915 года. Мультфильм высмеивает противников женского избирательного права.

Гарри Трумэн, в то время капитан Национальной гвардии, ненавидел эту песню. Он предположил, что женщинам, выступающим против войны, место в гареме, а не в Соединенных Штатах.
Было создано множество пародий на эту песню, например, «Я не растил своего мальчика, чтобы он был трусом» и «Я не растил своего сына, чтобы он был солдатом, но я отправлю свою девочку медсестрой». Также были выпущены пародийные стихи и другие ответы, такие как «Они не воспитали своего сына, чтобы он стал солдатом», «Я не вырастил свою собаку, чтобы она стала колбасой» и «Я не вырастил свой Форд, чтобы он стал Джитни». По словам Граучо Маркса, популярная шутка того периода касалась игры в покер, в которой мать, играющая в карты, заявляет: «Я не растила своего мальчика, у него был джокер».

## Перевод
Стих 1

Десять миллионов солдат на войну ушли,

И могут больше никогда не вернуться.

Десять миллионов материнских сердец должны разбиться

Ради тех, кто погиб напрасно.

Голова склонилась в печали

В свои одинокие годы,

Я слышал сквозь слезы бормотание матери:

Припев

Я не вырастила своего мальчика солдатом,

Я воспитала его, чтобы он был моей гордостью и радостью.

Кто посмеет положить мушкет себе на плечо,

Чтобы застрелить любимца какой-то другой мамы?

Пусть народы решают свои будущие проблемы,

Пришло время отложить меч и пистолет.

Сегодня не было бы войны,

Если бы матери все сказали,

«Я не воспитывала своего мальчика, чтобы он был солдатом».

Стих 2

Какая победа может обрадовать материнское сердце,

Когда она смотрит на свой разрушенный дом?

Какая победа может вернуть ее

Все, что она хотела назвать своим?

Пусть каждая мама ответит

В грядущие годы,

Помните, что мой мальчик принадлежит мне!